# 박정배 (축구인)
박정배(1967년 2월 19일 ~ 2017년 11월 11일)는 대한민국의 전 축구 선수였다. 럭키금성 황소에서 데뷔를 했으며 1994년 미국 월드컵에 출전하였다.

## 수상

### 선수

#### 클럽
LG 치타스
● 우승 (1): 1990
● 준우승 (1): 1993
- 리그컵

● 준우승 (1): 1992
 울산 현대 호랑이
- K리그1

● 준우승 (1): 1998
- FA컵

● 준우승 (1): 1998
- 리그컵

● 우승 (1): 1998
- 전국축구선수권대회

● 준우승 (1): 1999

#### 개인
- 1992년  K리그1 베스트 11 df 선정